# Maiori
Maiori é uma comuna italiana da região da Campania, província de Salerno, com cerca de 5.745 habitantes. Estende-se por uma área de 16 km², tendo uma densidade populacional de 359 hab/km². Faz fronteira com Minori, Cetara, Tramonti.

## Demografia
| Variação demográfica do município entre 1861 e 2011                               |
|                                                                                   |
| Fonte: Istituto Nazionale di Statistica (ISTAT) - Elaboração gráfica da Wikipedia |

Praia de Maiori